# 合叶耳草
合叶耳草（学名：Hedyotis coronaria）为茜草科耳草属下的一个种。

## 扩展阅读
- 維基物種上的相關：合叶耳草